# Bynovec (zámek)
Bynovec je z větší části zaniklý zámek, který stával ve stejnojmenné obci v okrese Děčín. Hlavní zámecká budova zanikla po požáru před polovinou devatenáctého století.

## Historie
Bynovecký zámek nechal na počátku osmnáctého století založit František Karel Clary-Aldringen jako správní středisko bynoveckého panství, ke kterému patřilo patnáct vesnic. Clary-Aldringenům panství patřilo až zrušení poddanství v roce 1848, ale samotný hospodářský dvůr jim zůstal až do roku 1945. V roce 1791 při bouřce blesk zapálil sousední dvůr, od kterého se vznítila i zámecká budova. Po požáru byl zámek obnoven a z roku 1841 se dochoval nákres, díky kterému známe jeho podobu. Později však vyhořel znovu a v roce 1846 byl částečně stržen. Na jeho místě vznikla budova panského úřadu. Ze zámeckého areálu se dochovaly budovy označené dříve jako čp.  94 a 95.

## Stavební podoba
Původní zámek tvořila podle popisu z roku 1722 jediná budova s velkým sálem, řadou obytných místností a kaplí. Do budovy se vcházelo portálem zdobeným erby majitelů. Okolo zámku bývala okrasná zahrada s fontánou. Po požárem vynucené opravě získal zámek podobu budovy s obdélným půdorysem se zvýšeným podkrovím nad hlavním vchodem. Průčelí mělo jedenáct okenním os. Úřední budova, která se zachovala, má trojúhelníkové klasicistní štíty, půlkruhově zakončený vstup a okna v přízemí, zatímco okna v patře jsou obdélníková.